# Goodwin Knight
Goodwin Jess Knight, detto Goodie (Provo, 9 dicembre 1896 – Inglewood, 22 maggio 1970), è stato un politico statunitense.
È stato il governatore della California dall'ottobre 1953 al gennaio 1959. Rappresentante del Partito Repubblicano, è stato inoltre vice-governatore della California dal gennaio 1947 all'ottobre 1953 con Earl Warren alla guida dello Stato.